# 盧維爾斯 (科羅拉多州)
盧維爾斯（英語：Louviers）是位於美國科羅拉多州道格拉斯縣的一個人口普查指定地區。

## 地理
盧維爾斯的座標為39°28′35″N 105°00′01″W / 39.47639°N 105.00028°W，而該地最高點為海拔高度1728米（即5669英尺）。

## 人口
根據2010年美國人口普查的數據，盧維爾斯的面積為4.1平方千米，均為陸地。當地共有人口269人，而人口密度為每平方千米65人。